# Frigil plebeu
El frigil plebeu (Geospizopsis plebejus) és un ocell de la família dels tràupids (Thraupidae).

## Hàbitat i distribució
Habita zones rocoses i arbustives amb vegetació dispersa dels Andes, de l'Equador, Perú, Bolívia, Xile i nord-oest de l'Argentina.